# Puerto Naos
Puerto Naos är en ort i Spanien.   Den ligger i provinsen Santa Cruz de Tenerife och regionen Kanarieöarna. Puerto Naos ligger vid havet på den västra sidan av ön La Palma. Antalet invånare är 979.
Terrängen runt Puerto Naos är kuperad norrut, men åt sydost är den bergig.Runt Puerto Naos är det ganska glesbefolkat, med 47 invånare per kvadratkilometer. Närmaste större samhälle är Los Llanos de Aridane, 8,1 km norr om Puerto Naos. I omgivningarna runt Puerto Naos växer i huvudsak buskskog.